# Baby I'm-a Want You
Baby I'm-A Want You é o quarto álbum de estúdio do grupo Bread lançado em 1972.
Deste álbum fazem parte os singles "Baby I'm-a Want You" (#3 na Billboard Hot 100), "Everything I Own", (#5), "Mother Freedom" (#37), e "Diary" (#15).. O tecladista Larry Knechtel faz sua estréia na banda com este álbum.
| Críticas profissionais                                                      | Críticas profissionais |
| Avaliações da crítica                                                       | Avaliações da crítica  |
| Fonte                                                                       | Avaliação              |
| --------------------------------------------------------------------------- | ---------------------- |
| allmusic                                                                    | [ 2 ]                  |
| Rolling Stone                                                               | (sem avaliação)        |
| Esta tabela precisa de ser acompanhada por texto em prosa. Consulte o guia. |                        |

## Faixas
Todas as faixas por Jimmy Griffin e Robb Royer, exceto onde anotado.
1. "Mother Freedom" (Gates) – 2:35
2. "Baby I'm-a Want You" (Gates) – 2:31
3. "Down on My Knees" (Griffin/Gates) – 2:44
4. "Everything I Own" (Gates) – 3:07
5. "Nobody Like You" (Gates/Griffin/Knechtel) – 3:14
6. "Diary" (Gates) – 3:09
7. "Dream Lady" – 3:22
8. "Daughter" (Gates) – 3:23
9. "Games of Magic" – 3:10
10. "This Isn't What the Governmeant" (Gates) – 2:27
11. "Just Like Yesterday" (Griffin) – 2:15
12. "I Don't Love You" (Griffin) – 2:49